# 無柄目
無柄目（學名：Sessilia），是蔓足下綱的一個目。無柄目是一個單系群，其祖先可能沿自有柄目生物。

## 分類
該目共有三個亞目，分別如下：
- 藤壺亞目 Balanomorpha（英语：Balanomorpha）：除卻下述兩個亞目的五個科以外的12個科[4]。
- Brachylepadomorpha：只包括Neobrachylepas relica Newman & Yamaguchi, 1995一個物種，及其相關的屬和科[5][6]。
- 花籠亞目 Verrucomorpha：非寄生物種，包括現生種的花籠科與新花籠科，以及另外兩個只有化石種的科，合共四個科。

## 外部連接
- 維基物種上的相關：無柄目